# Svenska aktivismen
Svenska aktivismen brukar i korthet avse den interventionistiska aktivismen i Sverige, för Tyskland under första världskriget respektive för Finland under andra världskriget.

## Första världskrigets aktivism

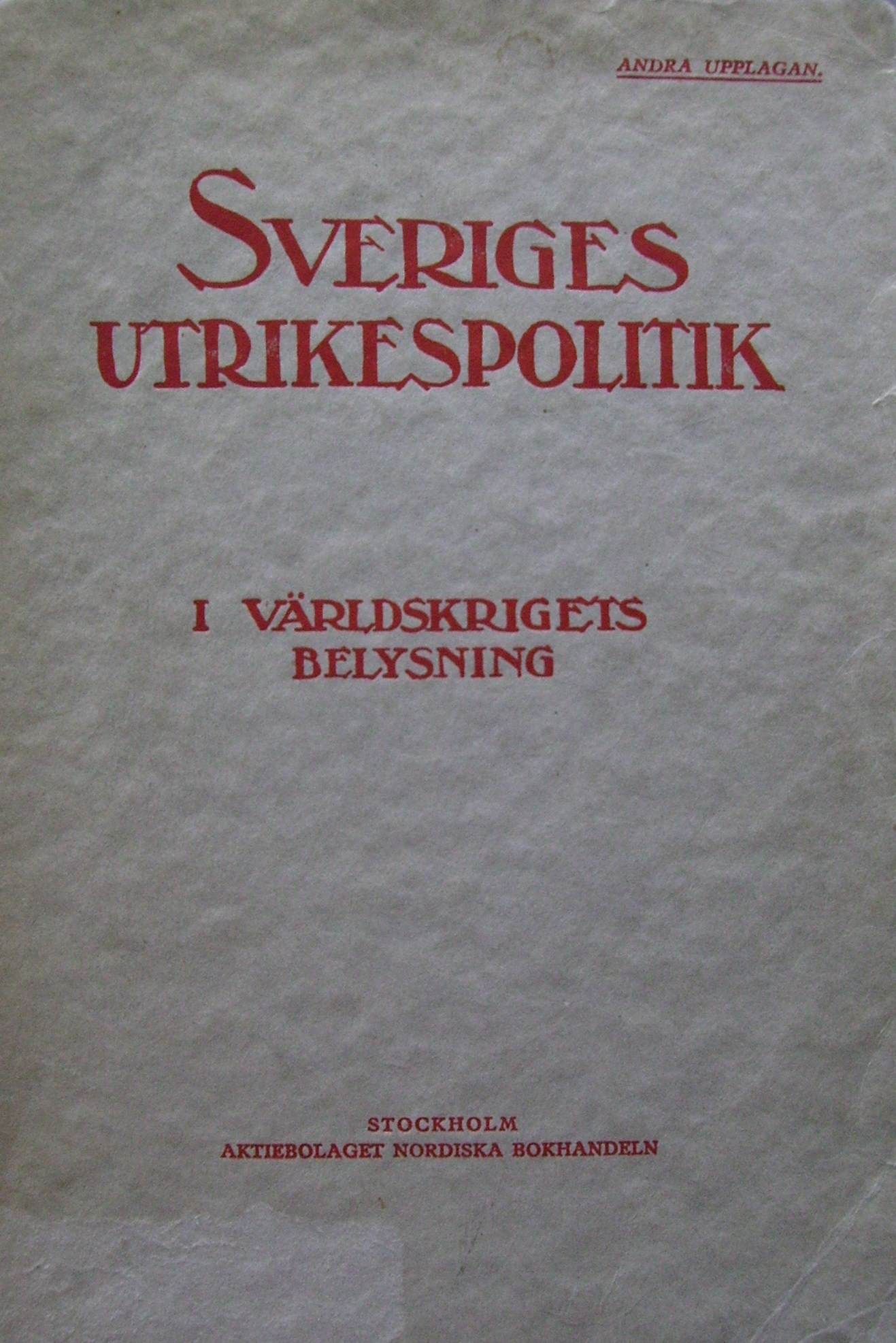
Sveriges utrikespolitik i världskrigets belysning, 2:a upplagan.

Aktivism användes för att beteckna den åskådning som önskade Sveriges deltagande i första världskriget på centralmakternas sida i syfte att verka för den ryska farans avlägsnande genom att göra Åland svenskt och Finland fritt och överhuvudtaget för att stärka Sveriges ställning som den ledande makten i Norden.
Sitt förnämsta uttryck erhöll aktivismens agitation i den anonymt utgivna boken, "krigsboken", Sveriges utrikespolitik i världskrigets belysning (1915), som föregav sig vara frukten av ett samarbete mellan ett flertal fackmän på olika områden, representerande både vänstern och högern. Två socialdemokrater medverkade, Otto Järte och Yngve Larsson. Järte hade skrivit förordet i boken, där det krävdes "en modig uppslutning vid Tysklands sida". Boken översattes även till tyska av författaren och diplomaten och svågern till Yngve Larsson, Friedrich Stieve, och gavs ut i två upplagor.
Sveriges drottning Victoria verkade med stöd i hovet för en tysk-svensk allians. Järte och Larsson blev i oktober 1915 uteslutna ur sitt parti tillsammans med Gustaf Steffen (trots att han inte medverkat i krigsboken), efter ett kraftfullt agerande av den ententevänlige partiledaren Hjalmar Branting, som härvidlag hade stöd av partiets vänsterflygel under ledning av Zeth Höglund. Socialdemokraten Erik Palmstierna skrev den 27 oktober i sina politiska dagböcker:  
| ”                          | Kättarbål! Steffen, Järte och Yngve Larsson blevo uteslutna med 18 mot 4. Dessa fyra voro Nils Persson, H. Åkerberg, Ivar Neuman och jag, varjämte H. Lindqvist gjorde en anteckning till protokollet. Hela proceduren var upprörande och kränkande för rättskänslan. Br. [Branting] drev emellertid nu som alltid sin vilja igenom. Intet bevis fanns mot Steffen. Br. förklarade tvärtom, att det var hans övertygelse, att han ej var med bland författarna, men ändå utstötes han på Br:s direkta yrkande. Endast politiska skäl - yttre som inre - avgjorde saken. Rättssynpunkterna bortsåg man alldeles ifrån. | „ |
| – Palmstierna 1952, s. 137 | |   |

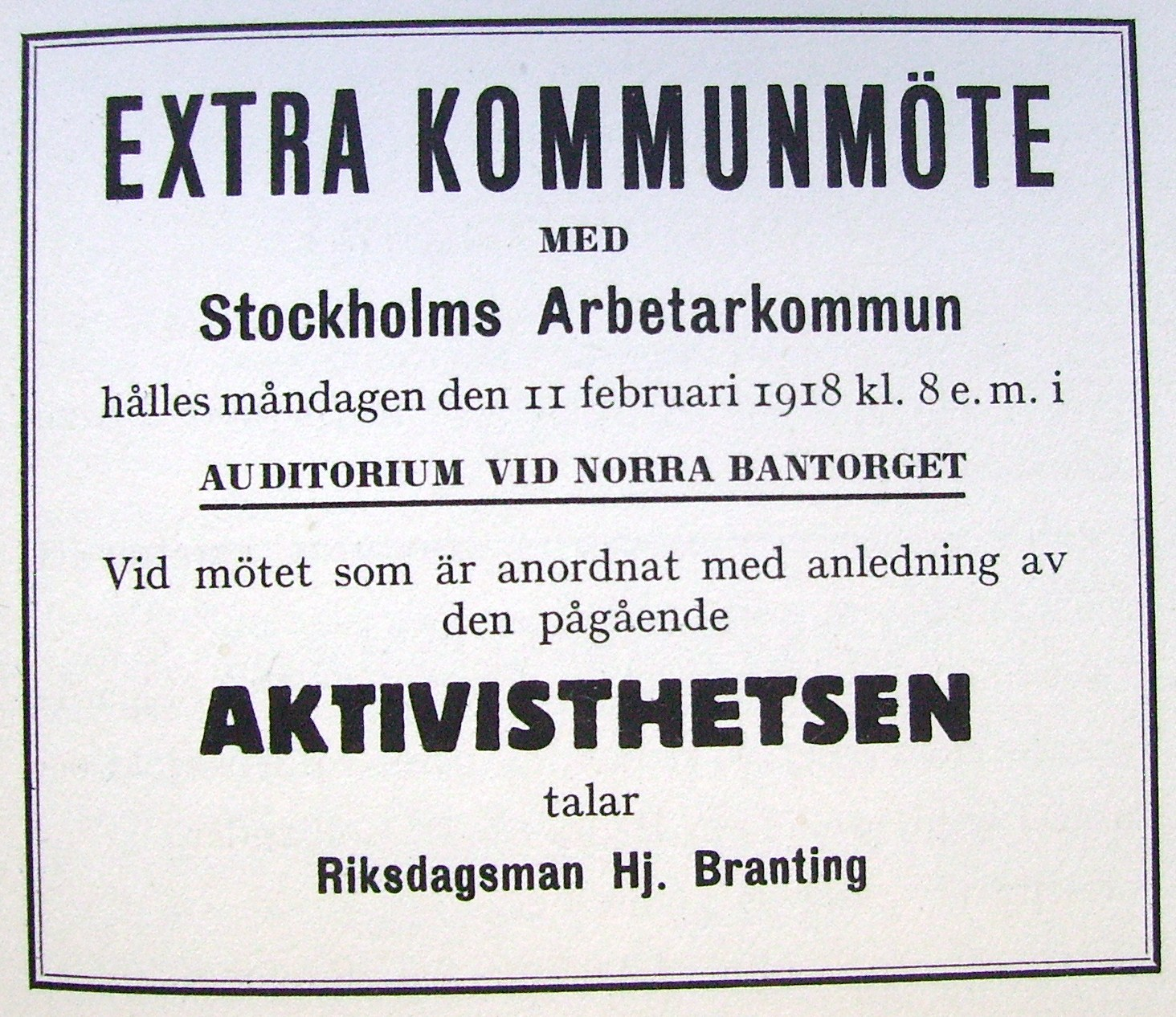
Stockholms arbetarkommun gick i täten för mötesaktivitet mot Finlandsaktivismen 1918.

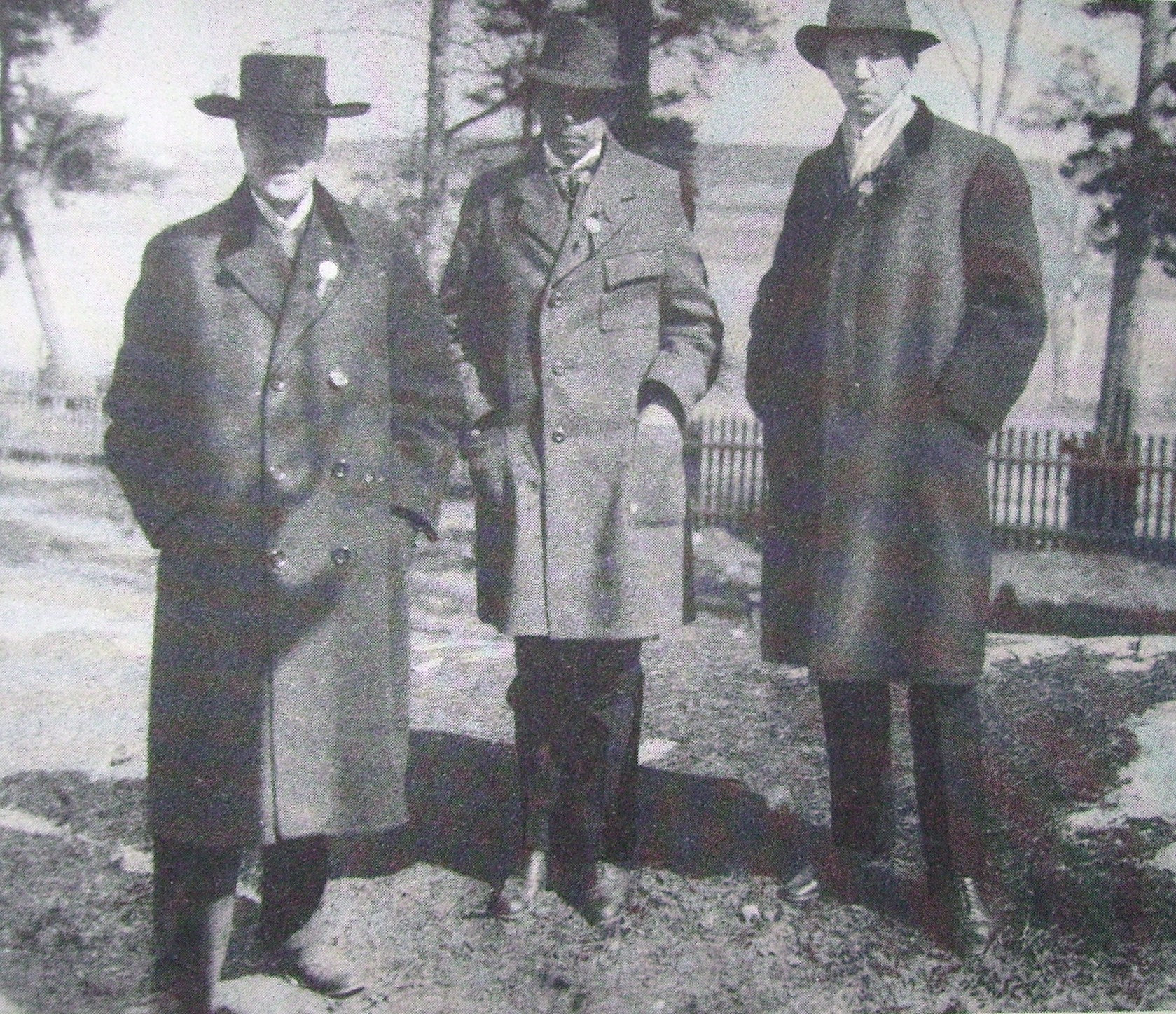
Erik Hedén, Ivan Oljelund och Zeth Höglund under "förräderiprocessen" 1916 i samband med deras kritik mot tyskaktivismen.

De andra författarna i krigsboken var Adrian Molin och Rudolf Kjellén. För aktivism verkade högertidskrifterna Det nya Sverige (red. Adrian Molin) och Svensk Lösen (red. Sven Lidman). Aktivisterna lyckades inte vinna opinionen eller statsledningen för de under 1915 akuta planerna på en tysk-svensk allians. Samtliga partiledare tog avstånd från aktivismen. Den aktivistiska rörelsen avtynade under 1916 och 1917 men flammade upp igen mot slutet av kriget. Under det finska inbördeskriget 1918 uppstod åter krav på aktiv svensk militär medverkan, nu som stöd åt den vita sidans kamp för Finlands självständighet. Redan i februari 1917 hade redaktören för Skånska Socialdemokraten och riksdagsmannen A.J.C. Christiernson ("Lukas") uteslutits ur SAP för sitt aktivistiska agerande. 

### Skillnader
Man skiljer i allmänhet på aktivismen som var i rörelse under 1915 respektive 1918. 
- Under 1915 var unghögern i Göteborg i kretsen kring Molin, Kjellén, mera framträdande. Denna aktivism hade tydligare rötter i en mot skandinavismen riktad germanism. Här var besvikelsen över unionsupplösningen 1905 och den sårade nationalismen företrädd. Denna första aktivism var mer präglad av en organisk nationsuppfattning, än den senare. Och den hävdade bl.a. i Det nya Sverige att aktivismen för Sveriges fromma var överspelad 1918, eftersom man ansåg att Sverige hade försuttit det historiska ögonblicket att göra en insats i kriget redan 1915, då den tyska krigsmakten hade svepts över Ryssland. Då borde Sverige ha visat framfötterna. Nu var det försent.

- Under 1918 var unghögern i Uppsala i rörelse, med Svensk Lösen som organ. Denna riktning var mer akademisk till sin karaktär (goda kontakter mellan Uppsala och Helsingfors universitet var en grundval). Tidskriften hade öppnat sina spalter för finländska aktivister som bedrev propaganda för Finlands sak i Sverige. Vid inbördeskrigets utbrott reste de hem eller till Tyskland. Denna andra aktivism dominerades av yngre Hjärneelever som Olof Palme, Erland Hjärne, Nils Ahnlund m.fl. Olof Palme skulle i protest mot regeringen Edéns noninverventionspolitik gentemot Finland inregistrera sig som nummer 1 i Svenska brigadens rullor. Denna riktning betonade mera statsidealismen, den svenska statens historiska mission och det svenska rikets historiska avlagringar i Finland. I motsats till föregående Tysklandsaktivism var detta en mer utpräglad Finlandsaktivism. Och man markerade också i Svensk Lösen skillnaden gentemot 1915 års aktivism.

En fråga som fjärmade den finska aktivismen från den svenska var Ålandsfrågan. Forskningen har också sett den finska aktivismen på svensk botten som en tredje aktivism. Denna blev mera inriktad på Tyskland, gav upphov till jägarrörelsen, även kallad den andra generationens aktivism.
Det framkom en rad skrifter på motsatt sida mot aktivismen, särskilt den som verkade 1915, bl.a. av Valfrid Spångberg (Sveriges neutralitetspolitik i världskrigets belysning, 1916), Gustav Möller och Tor Berg. Även 1918 förekom intensiv mötesaktivitet mot Finlandsaktivismen initierad av vänstersocialisterna.

### Aktivismens tankevärld
Det vore fel att tro att aktivismen spelade en stor politisk roll i Sverige. Dess bakomliggande idéer har dock mycket att säga om konservativa föreställningar som var ganska allmänt utbredda i ledande ämbetsmanna- och kulturkretsar, även om endast en mindre del av den konservativa omfattade idéerna med aktivisternas glöd. Framstående aktivister kunde i vissa frågor ha olika mening, men det rör sig mest om nyanser och reservationer som inte ändrar mycket i helhetsbilden.
De historiska minnena var rent allmänt omhuldade. Aktivisterna hängav sig åt glädje över de stora goda minnena och åt bitterhet över de många svåra och nesliga. De betonade kungarnas betydelse och såg i samspelet stark kung - troget folk ett särmärke för den svenska demokratin. Sålunda skulle en stark kungamakt ha kunnat hindra unionsupplösningen 1905. Det var också den starka kungamakten som bondetåget hade appellerat till och som Harald Hjärne hade pläderat för. 
Kungamakten kunde också brygga över klyftan mellan kapital och arbete. Det socialreformatoriska intresset hos en del aktivister återspeglar deras förankring i en patriarkalisk konservatism. 
I deras tankevärld företrädde kungen också handlingens princip. Det talas om en "stark och djärv handling" i motsättning till det parlamentariska schackrandet med livsviktiga nationella värden. 
Spekulationer om rasen var inte främmande för aktivister. De rasistiska tongångarna hade av tyskarna förts in i det ideologiska kriget när de talade om att germaner stod mot slaver i en kulturkamp. Den germanska stammen är på det allvarligaste hotad i sitt huvudland Tyskland står det i Sveriges utrikespolitik i världskrigets belysning. Denna stam skall kämpa mot påträngande underlägsna raser. Sveriges framtidsuppgift blir att vara nordgermanernas ledare i den strid "vars förspel är dessa dagars omsorg och fara".
En och annan kunde drömma om en stor nordisk förbundsstat. Man hade inte mycket till övers för den gamla skandinavismen, som hade blomstrat under en period på 1800-talet. Så uppkom hos några ivriga idén om en förbundsstat som skulle omfatta Sverige, Danmark, Finland, Island och Norge under svensk ledning.[källa behövs] Förebilden var det relativt nya kejsarriket Tyskland. Den svenske kungen skulle vara kejsare i detta rike, och förbundets flagga skulle innehålla "fem gyllene kronor å röd botten". Allt hade man tänkt på – och allt förutsatte en tysk seger i kriget. 
Kriget betraktades om germanernas egentliga, genuina livsstil. Sveriges inträde i kriget var ytterst aktivisternas mål. Ett krig mot Ryssland var för dem ett försvarskrig, ett avvärjande av ett livsfarligt hot; det gällde Sveriges överlevnad som ett fritt folk. Men aktivisterna hade helt tillägnat sig den dyrkan av kriget som i närmare hundra år hade präglat tyskt militaristiskt tänkande. Den beundrade Treitschke hade sagt att kriget var sedligt nödvändigt, att kriget var det enda läkemedlet för folk som blivit slöa av vällevnad, att blott i kriget blir folket ett verkligt folk. Han talar om "den eviga fredens vanvettiga idé", oförenlig med de germanska folkens liv, eftersom de framför allt är tappra.

## Vinterkriget
Finlandsaktivismen fick en viss renässans under finska vinterkriget 1939-1940, då starka kretsar i olika politiska läger krävde direkt svenskt militärt bistånd åt Finland mot Sovjetunionen. Även beteckningen "aktivism" kom i bruk. Vad som då närmast åsyftades var den meningsriktning som hävdade att ett oberoende Finland var en förutsättning för Sveriges självständighet och att Sverige därför inte borde tveka att om situationen så krävde ingripa med trupper för att stärka den finländska fronten. Enligt Alf W. Johansson kan aktivismen ses både som frivilligrörelsens - som är något annat - logiska fortsättning och som ett försök till politisering av hela Finlandsrörelsen. Det är därför svårt att mera precist skilja ut aktivismen från de övriga typerna av verksamhet inom Finlandsrörelsens ram. Den utgör, enligt Johansson, Finlandsrörelsens politiska dimension. Samlingsregeringen och kung Gustaf V var dock avvisande.